# Kfar Chitim
Kfar Chitim (hebrejsky כְּפַר חִטִּים, anglicky Kfar Hittim, v oficiálním seznamu sídel Kefar Hittim) je vesnice typu mošav v Izraeli, v Severním distriktu, v Oblastní radě Dolní Galilea.

## Geografie
Leží v oblasti s intenzivním zemědělstvím, v nadmořské výšce 27 metrů v Dolní Galileji, na náhorní plošině masivu Arbel, cca 2 kilometry od břehů Galilejského jezera.
Obec se nachází cca 3 kilometry severozápadně od centra města Tiberias, cca 105 kilometrů severovýchodně od centra Tel Avivu a cca 48 kilometrů východně od centra Haify. Kfar Chitim obývají Židé, přičemž osídlení v tomto regionu je zcela židovské. Výjimkou je vesnice Chamam cca 3 kilometry severozápadním směrem, kterou obývají izraelští Arabové respektive arabští Beduíni.
Kfar Chitim je na dopravní síť napojen pomocí lokální silnice číslo 7717, jež vede do Tiberiasu.

## Dějiny
Kfar Chitim byl založen v roce 1936. Jménem navazuje na stejnojmenné starověké sídlo zmiňované v Talmudu a Mišně, na které pak ve středověku navázala arabská vesnice Chittin (poblíž se udála r. 1187 bitva u Hattínu), která stávala až do války za nezávislost v roce 1948 cca 4 kilometry západně od dnešního mošavu. Během války za nezávislost roku 1948 byla tato oblast ovládnuta židovskými silami a arabské obyvatelstvo bylo vysídleno.
Už v roce 1905 zakoupil Židovský národní fond některé pozemky v této lokalitě. Celkem šlo o 2000 dunamů (2 kilometry čtvereční). Tato plocha ale nebyla celistvá a rozdělovaly ji jiné parcely, které nadále patřily arabským majitelům. Zdejší půdu obdělávali Židé z nedaleké vesnice Micpa. Kvůli nedostatku vody a špatné bezpečnostní situaci ale byly tyto pozemky opuštěny. Roku 1924 se o jejich obdělávání pokusila skupina Kvucat Achim (קבוצת אחים), ale během arabských nepokojů roku 1929 byli její členové napadeni a roku 1933 pokus vzdala (opět se projevil i fatální nedostatek vody). V roce 1934 se zde o usídlení pokusilo několik židovských rodin z Tiberiasu, ale rovněž zde nevydržely.
Nynější mošav vznikl roku 1936. Šlo o opevněnou osadu typu Hradba a věž a šlo o první sídlo tohoto typu. Jejími zakladateli byla skupina židovských přistěhovalců z Bulharska. Po sedmi letech bylo zprovozněno čerpací zařízení, které do osady přivádělo vodu z Galilejského jezera. Následovala výstavba silnice a zavedení elektřiny. Roku 1949 měl Kfar Chitim 246 obyvatel a rozlohu katastrálního území 3677 dunamů (3,677 kilometrů čtverečních).
Kfar Chitim byl prvním mošavem podtypu mošav šitufi, kombinujícího některé prvky družstevního mošavu a kolektivního kibucu. Během ekonomické krize izraelských mošavů v 80. letech 20. století byla obec postižena dluhy a její rozvoj se zastavil. Od roku 1991 byla řízena insolvenčním správcem.
Ekonomika Kfar Chitim je založena na zemědělství, turistickém ruchu a část obyvatel za prací dojíždí mimo obec. Ve vesnici fungují zařízení předškolní péče o děti. Základní škola je v Giv'at Avni. K dispozici tu je plavecký bazén, sportovní areály, společenské centrum, obchod, knihovna a synagoga. Plánuje se výstavba golfového areálu, který by měl ležet severně od vesnice. Východně od mošavu by měl vyrůst hotel.

## Demografie
Obyvatelstvo mošavu Kfar Chitim je sekulární. Podle údajů z roku 2014 tvořili naprostou většinu obyvatel v Kfar Chitim Židé (včetně statistické kategorie "ostatní", která zahrnuje nearabské obyvatele židovského původu ale bez formální příslušnosti k židovskému náboženství).
Jde o menší sídlo vesnického typu s dlouhodobě rostoucí populací. K 31. prosinci 2014 zde žilo 642 lidí. Během roku 2014 populace stoupla o 3,0 %.
| Rok            | 1948 | 1961 | 1972 | 1983 | 1995 | 2001 | 2003 | 2004 | 2005 | 2006 | 2007 | 2008 | 2009 | 2010 | 2011 | 2012 | 2013 | 2014 |
| -------------- | ---- | ---- | ---- | ---- | ---- | ---- | ---- | ---- | ---- | ---- | ---- | ---- | ---- | ---- | ---- | ---- | ---- | ---- |
| Počet obyvatel | 239  | 241  | 196  | 275  | 313  | 322  | 338  | 369  | 416  | 443  | 504  | 569  | 532  | 559  | 579  | 602  | 623  | 642  |